# نمازخانه مادلین، ملتروا
نمازخانه مادلین (فرانسوی: Chapelle de la Madeleine‎) سابقاً مقر اصلی مادلین یا ملتروا (به فرانسوی: Chapelle de la Madeleine; Prieuré de la Madeleine de Malestroit)، یک کلیسای کوچک مخروبه در ملتروا در بخش موربیان، برتاین، فرانسه است.